# Umroi
Umroi es una ciudad censal situada en el distrito de Ri Bhoi,  en el estado de Meghalaya (India). Su población es de 8198 habitantes (2011). 

## Demografía
Según el censo de 2011 la población de Umroi era de 8198 habitantes, de los cuales 5290 eran hombres y 2908 eran mujeres. Umroi tiene una tasa media de alfabetización del 91,16%, superior a la media estatal del 74,43%: la alfabetización masculina es del 93,84%, y la alfabetización femenina del 85,76%.